# Breakfast in New Orleans, Dinner in Timbuktu
Breakfast in New Orleans, Dinner in Timbuktu è il ventitreesimo album di Bruce Cockburn, pubblicato dalla Rykodisc Records nel 1999. Il disco fu registrato al Reaction Studios, The Gas Station e al Pinhead Recorders di Toronto (Canada) e al The Doghouse di Nashville (Tennessee).

## Tracce
1. When You Give It Away – 4:53 (Bruce Cockburn)
2. Mango – 5:00 (Bruce Cockburn)
3. Last Night of the World – 4:51 (Bruce Cockburn)
4. Isn't That What Friends Are For ? – 5:21 (Bruce Cockburn)
5. Down to the Delta – 6:16 (Bruce Cockburn)
6. The Embers of Eden – 5:39 (Bruce Cockburn)
7. Blueberry Hill – 4:58 (Bruce Cockburn)
8. Let the Bad Air Out – 5:49 (Bruce Cockburn)
9. Look How Far – 5:34 (Bruce Cockburn)
10. Deep Lake – 6:49 (Bruce Cockburn)
11. Use Me While You Can – 7:12 (Bruce Cockburn)

## Musicisti
When You Give It Away
- Bruce Cockburn - chitarra elettrica, voce, handclaps
- Carlos De Junco - armonica
- Richard Bell - organo
- Stephen Donald - trombone
- John Dymond - basso
- Gary Craig  - batteria
- Rick Lazar - percussioni
- Sally Sweetland - handclaps
- Lucinda Williams  - armonie vocali

Mango
- Bruce Cockburn - chitarra acustica, voce
- George Koller - basso
- Ben Riley - batteria
- Daniel Janke - kora
- Margo Timmins - armonie vocali

Last Night of the World
- Bruce Cockburn - chitarra acustica, voce
- Colin Linden - chitarra elettrica
- Richard Bell - organo
- Janice Powers - tastiere
- John Dymond - basso
- Gary Craig - batteria
- Rick Lazar - percussioni
- Jonell Mosser - armonie vocali

Isn't That What Friends Are For ?
- Bruce Cockburn - chitarra acustica, voce
- Janice Powers - tastiere
- Ben Riley - cymbals
- George Koller - basso
- Rick Lazar - percussioni
- Lucinda Williams - armonie vocali

Down to the Delta
- Bruce Cockburn - chitarra acustica
- George Koller - basso
- Ben Riley - batteria
- Rick Lazar - percussioni

The Embers of Eden
- Bruce Cockburn - chitarra acustica, voce
- Janice Powers - tastiere
- Steve Lucas - basso
- Ben Riley - batteria
- Rick Lazar - percussioni
- Jonell Mosser - armonie vocali

Blueberry Hill
- Bruce Cockburn - chitarra elettrica, chitarra a dodici corde, voce
- Richard Bell - organo
- Janice Powers - tastiere
- John Dymond - basso
- Gary Craig - batteria
- Margo Timmins - duetto vocale

Let the Bad Air Out
- Bruce Cockburn - chitarra acustica, chitarra elettrica, voce
- Carlos Del Junco - armonica
- Stephen Donald - trombone
- Daniel Janke - kora
- Steve Lucas - basso
- Ben Riley - batteria
- Rick Lazar - percussioni

Look How Far
- Bruce Cockburn - chitarra resonator, chitarra elettrica, voce
- Janice Powers - tastiere
- Carlos Del Junco - armonica
- Stephen Donald - trombone
- Steve Lucas - basso
- Ben Riley - batteria
- Rick Lazar - percussioni
- Lucinda Williams - armonie vocali

Deep Lake
- Bruce Cockburn - chitarra acustica
- George Koller - basso, dilruba
- Rick Lazar - percussioni

Use Me While You Can
- Bruce Cockburn  - chitarra resonator, chitarra a dodici corde, voce
- Richard Bell  - organo
- Daniel Janke  - kora
- John Dymond  - basso
- Gary Craig  - batteria
- Lucinda Williams  - armonie vocali